# 鎌北湖
鎌北湖（かまきたこ）は、埼玉県入間郡毛呂山町にある湖である。
正式名称は山根溜池。別名乙女湖。

## 概要
1929年、アメリカで起こった世界恐慌の対策として行われた公共事業のひとつで、1935年に完成した農業用貯水池。当初は山根貯水池と呼ばれた。第二次世界大戦後、毛呂山町観光協会が「かまきた湖」と呼んだ。
ダム形式は中心コア型アースダム。管理は入間第一用排水土地改良区が行っている。周囲は外秩父山地に囲まれており、県立黒山自然公園の区域内にある。
鎌北湖ではボート乗り、ヘラブナ釣りが出来る。季節によってソメイヨシノ、モミジが楽しめる。名物はイノブタ料理。
2019年から行われている耐震化工事のため、水が抜かれている。

## 交通

### 鉄道
- 東武越生線「東毛呂駅」、またはJR八高線「毛呂駅」から約5km（徒歩約1時間）

### バス
- 東毛呂駅、毛呂駅から川越観光バス「埼玉医科大保健医療学部」ゆき
- 高麗川駅から国際興業バス「埼玉医科大」ゆき
  - いずれも「毛呂山総合公園入口」バス停下車、約3km

### 自動車
- 関越自動車道 鶴ヶ島インターチェンジから約14km（約30分）

### その他
- 奥武蔵自然歩道
  - 天覧山-高麗峠-巾着田-日和田山-高指山-物見山-鎌北湖（約11km）

## ギャラリー

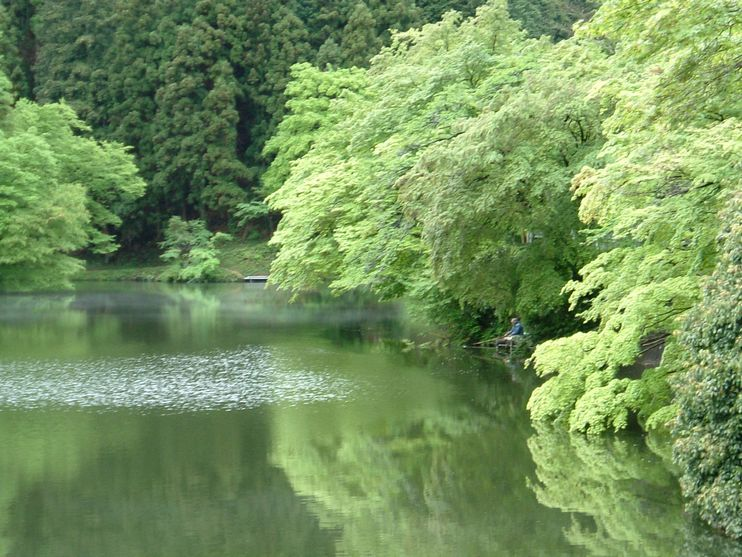
鎌北湖
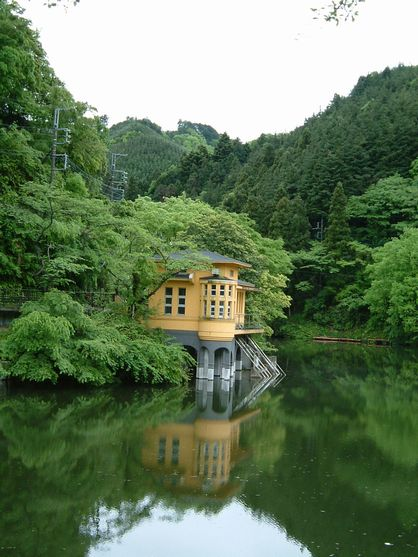
用水管理棟
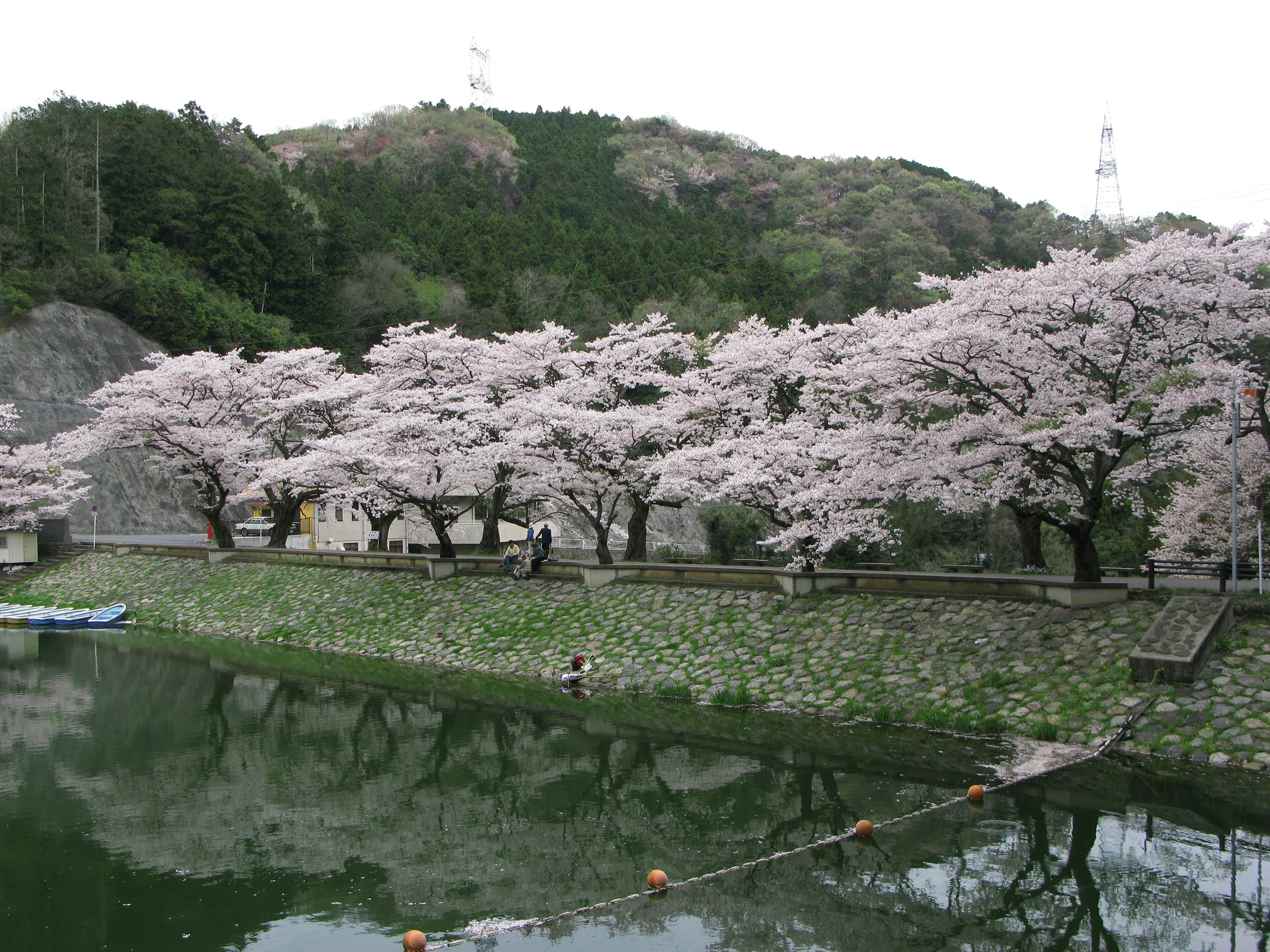
ダムの堤体